# Onesnaževanje morja
Onesnaževanje morja je posledica vstopa škodljivih ali potencialno škodljivih snovi v ocean. Te snovi so: kemikalije, delci, industrijski, kmetijski in stanovanjski odpadki, hrup, ali širjenje invazivnih organizmov. Osemdeset odstotkov morskega onesnaževanja prihaja iz kopnega. Onesnaženost zraka je tudi dejavnik, ki prenaša pesticide ali umazanijo iz kopnega v ocean. Onesnaženost zraka in kopnega sta škodljiva za morsko življenje in njihovo okolje. 
Onesnaževanje pogosto prihaja od zunanjih virov, kot so voda onesnažena s kmetijskimi gnojili, umazanija in prah, ki ga prenaša veter. Oblika onesnaževanja vode, se nanaša na okužbo s čezmernim vnosom hranil. To je glavni vzrok za evtrofikacijo površinskih voda, v katerih presežek hranil, običajno dušika ali fosforja, spodbudita rast alg.
Veliko potencialno strupenih kemikalij se drži majhnih delcev, s katerimi se prehranjuje plankton in bentos živali, ki so večinoma bodisi pasivne ali filtrator. Na ta način se toksini koncentrirano premikajo navzgor v prehranjevalni verigi. Številni delci združujejo kemično tako visoko prebavo kisika, zaradi česar izlivi postane anoksičen.
Ko so pesticidi vključeni v morski ekosistem, se hitro absorbirajo v morsko prehranjevalno verigo. Ko so enkrat v prehranjevalnih verigi, lahko ti pesticidi povzročajo mutacije, kakor tudi bolezni, ki so lahko škodljivi za ljudi, kot tudi celotno verigo prehrane.
Strupene kovine lahko uvedemo tudi v morsko prehranjevalno verigo. To lahko povzroči spremembo tkiva snovi, biokemije, vedenje, razmnoževanje in zatreti rast morskega življenja. Prav tako veliko živalske hrane vsebuje veliko ribje moke ali ribje vsebine- hidrolizat. Na ta način se lahko morski toksini prenesejo na kopenske živali in se pojavljajo kasneje v mesu in mlečnih izdelkov.

## Zgodovina
Čeprav je zgodovino onesnaževanja morja dolga, so bili sprejeti pomembni mednarodni zakoni za boj proti onesnaževanju morja šele v dvajsetem stoletju. Onesnaževanja morja je bila skrb med več konferencami Združenih narodov o Zakonu morja v začetku leta 1950. Večina znanstvenikov je verjela, da so oceani tako veliki, da so imele neomejeno sposobnost za redčenje in tako onemogočili, da je bilo onesnaževanje neškodljivo.
Od 1950 in do začetku leta 1960, je bilo nekaj polemik o odlaganju radioaktivne odpadkov v morje. Ob obali Združenih držav Amerike jih je odlagalo podjetje, ki mu je komisija za atomsko energijo podelila licenco. V Irskem morju od britanskega predelovalnega obrata iz Windscale, in v Sredozemskem morju, ki ga je odlagala francoska Commissariat à l'Energie atomique. Po polemiki v Sredozemskem morja je Jacques Cousteau  postal svetovna osebnost v kampanji za zaustavitev onesnaževanja morja. Onesnaževanje morja je prišlo na mednarodne naslovnice po letu 1967-nesreča tankerja Torrey Canyon in potem leta 1969 v Santa Barbari - razlitje nafte ob obali Kalifornije.
Onesnaževanja morja je bilo pomembno področje razprave na konferenci Združenih narodov o človekovem okolju v Stockholmu leta 1972. Tega leta je prišlo tudi podpis Konvencije o preprečevanju onesnaževanja morja z odlaganjem odpadkov in drugih snovi, včasih imenovana konvencija London. Konvencija London ni prepovedovala onesnaževanje morja, vendar je naredila, črne in sive sezname za snovi, ki jih je treba prepovedati (črna), nadzorovati z nacionalnimi organi (siva). Cianid in visoko radioaktivni odpadki, na primer, so bili dani na črnem seznamu. Konvencija London se uporablja samo za odlaganje odpadkov z ladij, in s tem ni nič za urejanje odpadkov, ki so izpuščeni s tekočinami iz cevovodov.

## Poti onesnaževanja
Obstaja veliko različnih načinov, da opredelijo, in preučijo vnos onesnaževanja v naših morskih ekosistemih. Patin (n.d.) ugotavlja, da so na splošno tri glavne vrste vnašanja onesnaževanja v ocean: neposredno odvajanja odpadkov v ocean, odtok vode zaradi dežja in škodljive snovi, ki se sproščajo iz ozračja.
Ena skupna pot vnosa, ki ga imajo onesnaževalci morja so reke. Izhlapevanje vode iz oceanov preseže padavine. Ravnotežje se vzpostavi z dežjem preko celin, ki se nato vrne v reko in potem v morje. Reka Hudson v državi New York in reka Raritan v New Jersey, ki se prelijata na severnih in južnih straneh Staten Island-a, so vir onesnaženja z živim srebrom zooplanktona (členonožci) na odprtem morju. Najvišja koncentracija ni ob ustjih rek, ampak 70 kilometrov južno, bližje Atlantic City, saj voda teče blizu obale in traja nekaj dni preden se plankton nahrani s toksini.
Onesnaževanje se pogosto uvršča med točkovni ali netočkovni vir onesnaženja. Onesnaževanje iz točkovnih virov se pojavi, ko je en sam, prepoznavni in lokaliziran vir onesnaževanja. Primer je neposredno odvajanje odpadnih voda in industrijskih odpadkov v ocean. Onesnaževanje, ki se zgodi predvsem v razvijajočih se držav. Netočkovnih vir onesnaženja se zgodi, ko pride do onesnaženja s slabo definiranim in razpršenim virom. To je lahko težko urediti. Kmetijski odtok in veter, ki prenaša umazanijo in prah so tipičen primer.

## Neposredni izliv
Onesnaževalci pridejo v reke in morje neposredno iz kanalizacije. So pa večinoma iz komunalnih in industrijskih odpadkov, včasih v obliki nevarnih in strupenih odpadkov. Celinsko rudarjenje za baker, zlato itd, je še en vir onesnaževanja morja. Večina onesnaženja je samo zemlja, ki konča v rekah, ki se izlivajo v morje. Vendar pa lahko povzročajo težave nekateri minerali, ki se pojavijo pri rudarjenju.
Npr. Baker, ki lahko vpliva na življenjsko dobo in razvoj koralnih polipov. Rudarstvo ima slabo zgodovino varstva okolja v preteklosti.
Npr. po navedbah Agencije za zaščito okolja ZDA, je rudarstvo kontaminiralo več kot 40% povodja v zahodni celinski ZDA. Večina tega onesnaževanja konča v morju.

## Površinski odtok vode
Površinski odtok vode iz kmetijstva, mestni odtok vode in odtok vode iz gradnje cest, stavb, pristanišč, kanalov in pristanišč, lahko nosijo zemljo in delce napolnjene z ogljikom, dušikom, fosforjem in minerali. Ta voda bogata s hranili lahko povzroči, da uspevajo na obalnih območjih mesnate alge in fitoplankton. Kar lahko povzroči dogodek znan, kot cvetenje alg, ki ima potencial za ustvarjanje hipoksičnih pogojev s porabo vsega razpoložljivega kisika v vodi.
Onesnažen odtok vode iz cest in avtocest so lahko pomemben vir onesnaževanja vode v obalnih območjih. Približno 75% vseh strupenih kemikalij, ki se izlivajo v mesto Puget Sound pride z deževnico, ki teče čez tlakovane ceste in dovoze, strehe, dvorišča in druga razvita zemljišča.

## Nadaljnjo branje
- Cookson, Clive (Feb. 2015). Oceans choke as plastic waste pours in at 8 million tonnes a year (free registration required), The Financial Times
- Ahn, YH; Hong, GH; Neelamani, S; Philip, L and Shanmugam, P (2006) Assessment of Levels of coastal marine pollution of Chennai city, southern India. Water Resource Management, 21(7), 1187–1206.
- Daoji, L and Dag, D (2004) Ocean pollution from land-based sources: East China sea. AMBIO – A Journal of the Human Environment, 33(1/2), 107–113.
- Dowrd, BM; Press, D and Los Huertos, M (2008) Agricultural non-point sources: water pollution policy: The case of California’s central coast. Agriculture, Ecosystems & Environment, 128(3), 151–161.
- Laws, Edward A (2000) Aquatic Pollution John Wiley and Sons. ISBN 978-0-471-34875-7
- Slater, D (2007) Affluence and effluents. Sierra 92(6), 27
- UNEP/GPA (2006) The State of the Marine Environment: Trends and processes Arhivirano 2007-06-13 na Wayback Machine. United Nations Environment Programme, Global Programme of Action, The Hague. 2006 ISBN 92-807-2708-7.
- UNEP (2007) Land-based Pollution in the South China Sea. UNEP/GEF/SCS Technical Publication No 10.
- Judith S. Weis: Marine pollution : what everyone needs to know. Oxford Univ. Press, Oxford 2015, ISBN 978-0-19-999668-1.